# Pasta di Gragnano

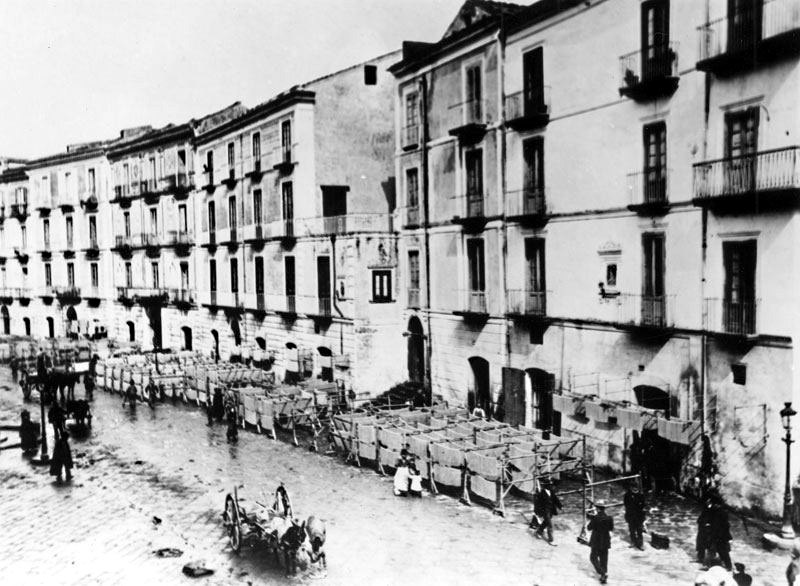
La via Roma (nel 1900 circa) utilizzata come essiccatoio naturale.

La Pasta di Gragnano è un prodotto alimentare - ottenuto dall'impasto della semola di grano duro con acqua della falda acquifera locale - prodotto su tutto il territorio del comune di Gragnano.
Da ottobre 2013, a livello europeo, la denominazione "Pasta di Gragnano" è stata riconosciuta indicazione geografica protetta (IGP).

## Origine
La produzione della pasta risale alla fine del XVI secolo quando comparirono i primi pastifici a conduzione familiare. Fino al XVII secolo era un alimento poco diffuso ma, a seguito della carestia che colpì il Regno di Napoli, divenne un alimento fondamentale grazie alle sue qualità nutritive e per l'invenzione che consentiva di produrre pasta, detta "oro bianco", a basso costo pressando l'impasto attraverso le trafile. I terreni ideali per consentire la produzione furono Gragnano e Napoli, grazie ai loro microclima composti da vento, sole e giusta umidità. Proprio gli abitanti del Regno di Napoli furono i primi a dare delle svolte importanti alla produzione di pasta, e nel 1861 all'apice della produzione della pasta c'erano gli stabilimenti di Gragnano. I gragnanesi, in quel periodo, furono i maggiori produttori di pasta nel mondo in particolare nella vendita dei maccheroni.
Il 12 luglio del 1845 il re Ferdinando II delle Due Sicilie durante un pranzo, concesse ai fabbricanti gragnanesi l'alto privilegio di fornire la corte di tutte le paste lunghe, e così che per tutti, da allora, Gragnano diventò la "città dei maccheroni".

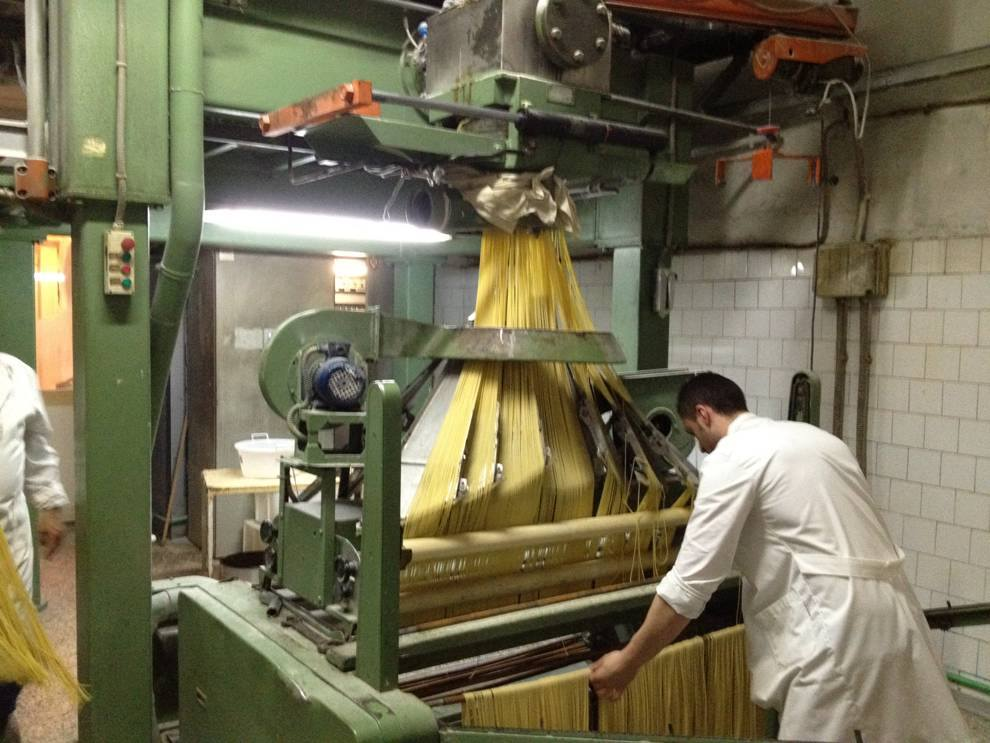
La trafilatura di un'impresa di Gragnano